# تقويم أم القرى
تقويم أم القرى هو تقويم قمري يعتمد على دورة القمر لتحديد الأشهر وكذلك جزء منه التقويم الشمسي لتحديد فصول السنة وأوقات الشرعية، وهو التقويم الرسمي للمملكة العربية السعودية الذي تؤرخ به على المستويين الرسمي والشعبي. ويعتمد إحداثيات (خط الطول وخط العرض) للكعبة المشرفة في مكة المكرمة أساسًا لتقويم أم القرى، ويعتمد على ولادة الهلال فلكيا حال غروب القمر بعد غروب الشمس في مكة المكرمة.
وتاريخه اليوم: 29 رمضان 1446ه (تطابق 29 رمضان 1446 هجرية مجدولة).

## التاريخ والتقويم في الإسلام

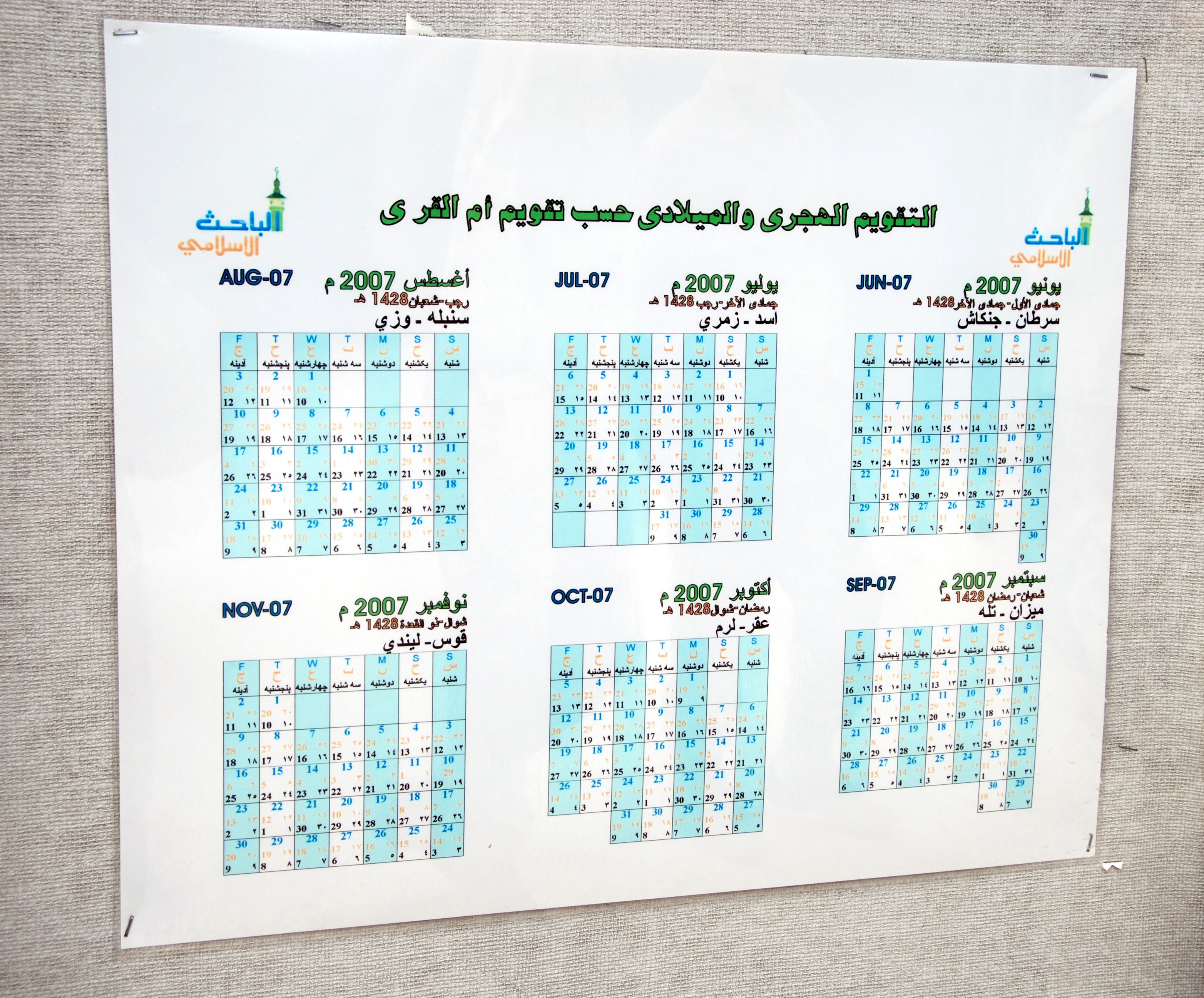
تقويم أم القرى السعودية المخصصة باللغة الفارسية.

في القرآن آية تقول: {يسألونك عن الأهلة قل هي مواقيت للناس والحج} سورة البقرة، آية: (189)، وأخرى تقول: {إن عدة الشهور عند الله اثنا عشر شهرا في كتاب الله يوم خلق السموات والأرض منها أربعة حرم} سورة التوبة، آية: (36).
وتبين إحدى الأحاديث المروية عن النبي محمد: "إنا أمة أمية، لا نكتب ولا نحسب الشهر، هكذا وهكذا. يعني مرة تسعة وعشرين، ومرة ثلاثين". رواه البخاري ومسلم، وقال أيضاً حين خطب في حجة الوداع: "إن الزمان قد استدار كهيئته يوم خلق الله السماوات والأرض، السنة اثنا عشر شهرا ؛ منها أربعة حرم: ثلاثة متواليات: ذو القعدة، وذو الحجة، والمحرم، ورجب مضر الذي بين جمادى وشعبان، الحديث.

## التقويم الهجري الإسلامي
تقويم أم القرى يعتمد التأريخ الهجري القمري الإسلامي في دراسته وتحديد بدايات الأشهر فيه، والذي سنه الخليفة الراشد عمر بن الخطاب حين دون الدواوين وجعل بدايته في أول يوم من الشهر المحرم من السنة التي هاجر فيها النبي محمد من مكة المكرمة إلى المدينة المنورة الذي يوافق (15) يوليو من عام (622) ميلادي. ولقد جعلته المملكة العربية السعودية تقويمها الرسمي الذي تؤرخ به على المستويين الرسمي والشعبي حيث يرتبط بالتقويم الهجري شعائر دينية كالحج والصوم والزكاة إضافة إلى أحكام دينية أخرى.

## التقويم الشمسي لأم القرى
التقويم الشمسي جزء من تقويم أم القرى لتحديد فصول السنة وأوقات الشرعية. تبدأ سنته كل عام في يوم 23 سبتمبر ميلادي الموافق لـ 1 الميزان وهو بداية فصل الخريف،والذي يوافق اليوم الثاني لوصول الرسول  إلى المدينة المنورة
و تاریخه هو: 9 الحمل 1403 (هـ ش) أم القرى.
و تاريخ اليوم بالهجري الشمسي الأيراني: 9 حمل 1404 (هـ ش)

### الفرق بين التقويم الهجري الشمسي المعتمد في السعودية والمعتمد في إيران
- تبدأ سنة التقويم الهجري الشمسي في السعودية وفقًا لتقويم تقويم أم القرى كل عام في يوم 23 سبتمبر ميلادي الموافق لـ 1 الميزان وهو بداية فصل الخريف،والذي يوافق اليوم الثاني لوصول الرسول  إلى المدينة المنورة حيث دخلها يوم الجمعة 12 ربيع الأول،[2][3] سنة 1 هـ الموافق 24 سبتمبر سنة 622م،.[4]
- بينما تبدأ السنة في التقويم الإيراني الفارسي في 21 مارس الميلادي الموافق لـ 1 حمل وهو يوم عيد النوروز في بداية فصل الربيع.
- الأشهر من الميزان إلى الحوت تكون في نفس السنة في كلا التاريخين بينما الأشهر التي بين الحمل والسنبلة فيكون التقويم الإيراني متقدمًا سنةً عن التقويم السعودي الممثل بتقويمأم القرى.

| ترتيب الشهر حسب تقويم أم القرى | ترتيب الشهر حسب التقويم الإيراني | عدد الأيام | الاسم             | الاسم               | التاريخ الميلادي الموافق | فصل    |
| ترتيب الشهر حسب تقويم أم القرى | ترتيب الشهر حسب التقويم الإيراني | عدد الأيام | بالفارسية (إیران) | بالعربية (السعودية) | التاريخ الميلادي الموافق | فصل    |
| ------------------------------ | -------------------------------- | ---------- | ----------------- | ------------------- | ------------------------ | ------ |
| الشهر الأول                    | 7                                | 30         | مِهر               | المیزان             | 23 سبتمبر – 22 أكتوبر    | الخريف |
| 2                              | 8                                | 30         | آبان              | العقرب              | 23 أكتوبر – 21 نوفمبر    | الخريف |
| 3                              | 9                                | 30         | آذر               | القوس               | 22 نوفمبر – 21 ديسمبر    | الخريف |
| 4                              | 10                               | 30         | دَی                | الجَدْي               | 22 ديسمبر – 20 يناير     | الشتاء |
| 5                              | 11                               | 30         | بَهمَن              | الدَّلو               | 21 يناير – 19 فبراير     | الشتاء |
| 6                              | 12                               | 29-30      | اِسفَند             | الحوت               | 20 فبراير – 20 مارس      | الشتاء |
| 7                              | الشهر الأول                      | 31         | فَروَردین           | الحَمَل               | 21 مارس – 20 أبريل       | الربيع |
| 8                              | 2                                | 31         | اُردیبَهِشت          | الثَور               | 21 أبريل – 21 مايو       | الربيع |
| 9                              | 3                                | 31         | خُرداد             | الجَوزاء             | 22 مايو – 21 يونيو       | الربيع |
| 10                             | 4                                | 31         | تیر               | السَرَطان             | 22 يونيو – 22 يوليو      | الصيف  |
| 11                             | 5                                | 31         | مُرداد             | الأسد               | 23 يوليو – 22 أغسطس      | الصيف  |
| 12                             | 6                                | 31         | شَهریوَر            | السُنبُلة             | 23 أغسطس – 22 سبتمبر     | الصيف  |

## تاريخ صدور تقويم أم القرى
ولقد صدر أول عدد من تقويم أم القرى في عام 1346 هـ من مطبعة الحكومة بمكة المكرمة وظل يطبع هناك حتى عام 1399 هـ، حيث صدر الأمر بنقل طباعته إلى مصلحة مطابع الحكومة بالرياض لما تحويه من آلات وأجهزة حديثة يمكن بها طباعة وإخراج التقويم بطريقة حديثة وأنيقة.

## مراحل تطوير تقويم أم القرى
1. من الخطوات التطويرية التي تمت لتطوير تقويم أم القرى تم نقل طباعة التقويم من مطبعة الحكومة بمكة المكرمة إلى مطابع الحكومة بالرياض في العام 1399 هـ.
2. ومن ضمن خطوات التطوير التي مر بها التقويم تشكيل لجنة للإشراف عليه برئاسة رئيس مدينة الملك عبد العزيز للعلوم والتقنية وعضوية عدد من ذوي التخصص في العلم الشرعي وعلم الفلك يعرض عليها كل ما يخص التقويم من دراسات أو ملاحظات لتتخذ بشأنها التوصيات المناسبة، وتقوم اللجنة بمهامها منذ تشكيلها في عام 1400 هـ.
3. في عام 1420 هـ اعتمد إحداثيات (خط الطول وخط العرض) للكعبة المشرفة بمكة المكرمة أساسا لتقويم أم القرى. كما اعتمدت ولادة الهلال فلكيا حال غروب القمر بعد غروب الشمس في مكة المكرمة.[1]

## معاني الأشهر في التقويم الهجري
1. المحرم (محرم الحرام): وهو أول شهور السنة الهجرية ومن الأشهر الحرم. وقد سمي المحرم لأن العرب كانت تحرم القتال فيه.
2. صفر: سمي صفراً لأن ديار العرب كانت تصفر أي تخلو من أهلها للحرب وقيل لان العرب كان يغزون فيه القبائل فيتركون من لقوا صفر المتاع.
3. ربيع الأول: سمي بذلك لأن تسميته جاءت في الربيع فلزمه ذلك الاسم.
4. ربيع الثاني: سمي بذلك لأن العرب كانوا يرتبعون فيه أي لرعيهم فيه العشب فسمى ربيعاً، ويقال سمي ربيعا لأنه جاء في الربيع فلزمه هذا الاسم.
5. جمادى الأولى: كان يسمى قبل الإسلام باسم: جمادى خمسة، وسمي جمادى لوقوعه في الشتاء وقت التسمية حيث يجمد الماء.
6. جمادى الآخرة: كان يسمى قبل الإسلام باسم جمادى ستة، سمي بذلك لأن تسميته جاءت في الشتاء أيضاً؛ فلزمه ذلك الاسم.
7. رجب: وهو من الأشهر الحرم، سمي رجباً لترجيبهم الرماح من الأسنة لأنها تنزع منها فيكف القتال، وقيل: رجب أي توقف عن القتال.
8. شعبان: سمي بذلك لتفرق الناس فيه وتشعبهم طلبا للماء.
9. رمضان: وهو شهر الصوم عند المسلمين. سُمّي بذلك لرموض الحر وشدة وقع الشمس فيه وقت تسميته. حيث كانت الفترة التي سمي فيها شديدة الحر.
10. شوال: وفيه عيد الفطر، سمي بذلك لشولان النوق فيه بأذنابها إذا حملت، أي نقصت وجف لبنها.
11. ذو القعدة: وهو من الأشهر الحرم، سمي ذو القعدة لقعودهم في رحالهم عن الغزو والترحال فلا يطلبون كلأ ولا ميرة على اعتباره من الأشهر الحرم.
12. ذو الحجة: وفيه موسم الحج وعيد الأضحى وهو من الأشهر الحرم، سمي بذلك لأن العرب تذهب للحج في هذا الشهر.[1]

## رصد الأهلة
معظم الحضارات القديمة اتخذت القمر أساساً لتحديد الأشهر والسنين، وذلك لسهولة متابعته وملاحظة التغير المستمر والسريع في أوجهه، وهذا يعني أنها اعتمدت بشكل أو بآخر على التقويم القمري.
يُعتقد أن الحضارة البابلية هي أول من قسّم الأسبوع إلى سبعة أيام استناداً إلى طول الشهر القمري، ثم تبعهم الصينيون فالمصريون القدامى ثم الهنود وتلاهم العرب قبل الإسلام، ونظرا لارتباط الشعائر الإسلامية بالشهر القمري فالحضارة الإسلامية تعتبر من أشهر الحضارات الحديثة استخداماً للتقاويم القمرية.
كي يبدأ الشهر القمري لابد أن يتحقق شرطان أساسيان مهمان هما: حدوث الاقتران (ولادة الهلال) قبل غروب الشمس في مكان الرصد والشرط الآخر غروب القمر بعد غروب الشمس في مكان الرصد.

## الخسوف والكسوف
ثبت علميا بأن الكسوف لا يحدث إلا في نهاية الشهر القمري فماهي العلاقة بين ظاهرتي الكسوف والاقتران؟ الاقتران في البداية هو اجتماع الشمس والقمر بحيث تكون مراكز كُلاً من الشمس والقمر والأرض على استقامة واحدة أو في مستوى واحد، وبالتالي فمن التعريف السابق فإن الكسوف ما هو إلا ظاهرة اقتران مشاهد وذلك في حالة أن تكون مراكز الشمس والقمر والأرض على استقامة واحدة. ولا يمكن بأي حال من الأحوال أن تتم مشاهدة الهلال بعد مغيب الشمس في منطقة ما وفي منطقة تقع غربـها يحدث كسوف للشمس، حيث أن الكسوف دليل على حدوث الاقتران.
السؤال الآن كيف ومتى وأين يتم رصد الهلال ؟ إن رصد هلال أي شهر تتم في نهاية الشهر السابق، فمثلاً لتحري دخول شهر رمضان فإن الهلال يُتحرى في اليوم التاسع والعشرين من شهر شعبان شريطة حدوث الاقتران قبل غروب الشمس في ذلك اليوم (29 شعبان) وأن يغرب القمر بعد غروب الشمس، وفي حالة عدم التمكن من رؤية الهلال أو عدم تحقق أحد الشرطين السابقين فإن الشهر يُتم 30 يوماً.

## الأبحاث المنشورة
1. Al-Mostafa, Z.A., 2005, The Observatory, Lunar Calendars: The New Saudi Arabian Criterion, 125, 25.
2. Al-Mostafa, Z.A., Kordi, M.N., 2003, The Observatory, A New Local Observation Record for a Young Moon from Saudi Arabia, Vol. 123, No. 1172, pp. 49–50.
3. Al-Mostafa, Zaki A., 2008, New World Rrecord for Observing New Moon in The Kingdom of Saudi Arabia, JAAUBAS, 5, 73-77.
4. Ayman S. Kordi “Comparison between sighting the crescent with the theoretical astronomical calculations”. 2nd Islamic Astronomical Conference [Jordan] 29-31 October 2001.
5. Ayman S. Kordi “The Psychological Effect on Sightings of the New Moon”. The Observatory, [UK], August 2003, Vol 123, No. 1176, pp 219–222.
6. Ayman S. Kordi and Magdy Y. Amin ” Development of Astronomy during the ruling of King Fahad” ,2003.[In Arabic].
7. Ayman S. Kordi, H. Trabulsy and K. Al-Mosabeh “Um al-qura calender through forty years”. Aldarah, [Saudi Arabia]. (Acceptance 13August 2003.[In Arabic].
8. الراجحي، عبد الله ناصر؛… المصطفى، زكي عبد الرحمن وآخرون؛ 1417 هـ/1997 م، التقرير النهائي لمشروع تحديد اتجاه القبلة في مدن وقرى المملكة العربية السعودية –المرحلة الأولى-، مدينة الملك عبد العزيز للعلوم والتقنية.
9. المصطفى، زكي عبد الرحمن، 1425 هـ/2004 م، الأدلة على وجوب تحري الرؤية لا إمكانية الرؤية، مجلة الدارة، دارة الملك عبد العزيز، الرياض، العدد الرابع، السنة الثلاثون، 119-131.
10. المصطفى، زكي عبد الرحمن، 1425 هـ/2005 م، حدود فوارق توقيت الصلاة في المدن الكبيرة، مجلة جامعة الملك عبد العزيز: العلوم، م17، 35-44.
11. المصطفى، زكي عبد الرحمن ،1428 هـ - 2007 م، مشكلة مواقيت الصلاة في أوروبا، رابطة العالم الإسلامي-المجمع الفقهي الإسلامي، الدورة التاسعة عشرة للمجمع الفقهي الإسلامي، مكة المكرمة 22-27/10/1428 هـ، 2-8/11/2007 م.
12. المصطفى، زكي عبد الرحمن ،1428 هـ، 2007 م، المراصد الفضائية الفلكية، مجلة العلوم، مدينة الملك عبد العزيز للعلوم والتقنية، السنة الحادية والعشرون، العدد الحادي والثمانون، محرم 1428 هـ، يناير 2007، 20-24.
13. المصطفى، زكي عبد الرحمن ؛ كردي، أيمن سعيد؛ الصعب، صالح محمد؛ الرفاعي، ثامر يوسف؛ كردي، معتز نائل؛ الشهري، سعد محمد، التقرير النهائي لمشروع دراسة شدة إضاءة الشمس قبل شروقها، 1427 هـ/2006 م.
14. المصطفى، زكي عبد الرحمن ؛ كردي، أيمن سعيد؛ الصعب، صالح محمد؛ المرمش، عبد العزيز سلطان؛ الشهري، سعد محمد؛ المطوع، فارس فهد، التقرير السنوي لوضع الأهلة للعام الهجري 1428 هـ، 2007.
15. المصطفى، زكي عبد الرحمن وآخرون، 1421 هـ/2000 م، التقرير النهائي لمشروع تحديد اتجاه القبلة في مدن وقرى المملكة العربية السعودية –المرحلة الثانية-، مدينة الملك عبد العزيز للعلوم والتقنية.
16. المصطفى، زكي عبد الرحمن وكردي، معتز نائل، 2002، أقل درجة رصد فيها الهلال، المؤتمر العربي الخامس لعلوم الفضاء والفلك، الأردن
17. المصطفى، زكي عبد الرحمن، 1424 هـ/2003 م، الأسباب العلمية لعالمية تقويم أم القرى، مجلة العلوم-جامعة الملك سعود، الرياض، م 17، العلوم 2، 63-70.
18. المصطفى، زكي عبد الرحمن؛ 1424 هـ/2003 م، حدود فوارق التوقيت، المؤتمر الفلكي الإسلامي الثالث، الأردن.
19. المصطفى، زكي عبد الرحمن؛ 1424 هـ/2003 م، عالمية تقويم أم القرى: الأسباب العلمية، المؤتمر الفلكي الإسلامي الثالث، الأردن. المصطفى، زكي عبد الرحمن؛ حافظ، ياسر عبد الرحمن، 1422 هـ/2001 م، تقويم أم القرى التقويم الرسمي للمملكة العربية السعودية، المؤتمر الفلكي الإسلامي الثاني، الأردن.

## توافق ایام شمسي ام‌ القری مع المیلادی فی کل سنة
ایام شمسي ام القری فی کل السنوات یوافق مع ایام میلادي. حسب جدول التالي:
| حمل | Mar | ثور | Apr | جوزاء | May | سرطان | Jun | أسد | Jul | سنبلة | Aug | ميزان | Sep | عقرب | Oct | قوس | Nov | جدي | Dec | دلو | Jan | حوت | Feb |
| --- | --- | --- | --- | ----- | --- | ----- | --- | --- | --- | ----- | --- | --- | --- | --- | --- | --- | --- | --- | --- | --- | --- | --- | --- |
| 1   | 21  | 1   | 21  | 1     | 22  | 1     | 22  | 1   | 23  | 1     | 23  | 1 | 23 | 1 | 23 | 1 | 22 | 1 | 22 | 1 | 21 | 1 | 20 |
| 2   | 22  | 2   | 22  | 2     | 23  | 2     | 23  | 2   | 24  | 2     | 24  | 2 | 24 | 2 | 24 | 2 | 23 | 2 | 23 | 2 | 22 | 2 | 21 |
| 3   | 23  | 3   | 23  | 3     | 24  | 3     | 24  | 3   | 25  | 3     | 25  | 3 | 25 | 3 | 25 | 3 | 24 | 3 | 24 | 3 | 23 | 3 | 22 |
| 4   | 24  | 4   | 24  | 4     | 25  | 4     | 25  | 4   | 26  | 4     | 26  | 4 | 26 | 4 | 26 | 4 | 25 | 4 | 25 | 4 | 24 | 4 | 23 |
| 5   | 25  | 5   | 25  | 5     | 26  | 5     | 26  | 5   | 27  | 5     | 27  | 5 | 27 | 5 | 27 | 5 | 26 | 5 | 26 | 5 | 25 | 5 | 24 |
| 6   | 26  | 6   | 26  | 6     | 27  | 6     | 27  | 6   | 28  | 6     | 28  | 6 | 28 | 6 | 28 | 6 | 27 | 6 | 27 | 6 | 26 | 6 | 25 |
| 7   | 27  | 7   | 27  | 7     | 28  | 7     | 28  | 7   | 29  | 7     | 29  | 7 | 29 | 7 | 29 | 7 | 28 | 7 | 28 | 7 | 27 | 7 | 26 |
| 8   | 28  | 8   | 28  | 8     | 29  | 8     | 29  | 8   | 30  | 8     | 30  | 8 | 30 | 8 | 30 | 8 | 29 | 8 | 29 | 8 | 28 | 8 | 27 |
| 9   | 29  | 9   | 29  | 9     | 30  | 9     | 30  | 9   | 31  | 9     | 31  | 9 | 1 | 9 | 31 | 9 | 30 | 9 | 30 | 9 | 29 | 9 | 28 |
| 10  | 30  | 10  | 30  | 10    | 31  | 10    | 1   | 10  | 1   | 10    | 1   | 10 | 2 | 10 | 1 | 10 | 1 | 10 | 31 | 10 | 30 | 10 | 1 |
| 11  | 31  | 11  | 1   | 11    | 1   | 11    | 2   | 11  | 2   | 11    | 2   | 11 | 3 | 11 | 2 | 11 | 2 | 11 | 1 | 11 | 31 | 11 | 2 |
| 12  | 1   | 12  | 2   | 12    | 2   | 12    | 3   | 12  | 3   | 12    | 3   | 12 | 4 | 12 | 3 | 12 | 3 | 12 | 2 | 12 | 1 | 12 | 3 |
| 13  | 2   | 13  | 3   | 13    | 3   | 13    | 4   | 13  | 4   | 13    | 4   | 13 | 5 | 13 | 4 | 13 | 4 | 13 | 3 | 13 | 2 | 13 | 4 |
| 14  | 3   | 14  | 4   | 14    | 4   | 14    | 5   | 14  | 5   | 14    | 5   | 14 | 6 | 14 | 5 | 14 | 5 | 14 | 4 | 14 | 3 | 14 | 5 |
| 15  | 4   | 15  | 5   | 15    | 5   | 15    | 6   | 15  | 6   | 15    | 6   | 15 | 7 | 15 | 6 | 15 | 6 | 15 | 5 | 15 | 4 | 15 | 6 |
| 16  | 5   | 16  | 6   | 16    | 6   | 16    | 7   | 16  | 7   | 16    | 7   | 16 | 8 | 16 | 7 | 16 | 7 | 16 | 6 | 16 | 5 | 16 | 7 |
| 17  | 6   | 17  | 7   | 17    | 7   | 17    | 8   | 17  | 8   | 17    | 8   | 17 | 9 | 17 | 8 | 17 | 8 | 17 | 7 | 17 | 6 | 17 | 8 |
| 18  | 7   | 18  | 8   | 18    | 8   | 18    | 9   | 18  | 9   | 18    | 9   | 18 | 10 | 18 | 9 | 18 | 9 | 18 | 8 | 18 | 7 | 18 | 9 |
| 19  | 8   | 19  | 9   | 19    | 9   | 19    | 10  | 19  | 10  | 19    | 10  | 19 | 11 | 19 | 10 | 19 | 10 | 19 | 9 | 19 | 8 | 19 | 10 |
| 20  | 9   | 20  | 10  | 20    | 10  | 20    | 11  | 20  | 11  | 20    | 11  | 20 | 12 | 20 | 11 | 20 | 11 | 20 | 10 | 20 | 9 | 20 | 11 |
| 21  | 10  | 21  | 11  | 21    | 11  | 21    | 12  | 21  | 12  | 21    | 12  | 21 | 13 | 21 | 12 | 21 | 12 | 21 | 11 | 21 | 10 | 21 | 12 |
| 22  | 11  | 22  | 12  | 22    | 12  | 22    | 13  | 22  | 13  | 22    | 13  | 22 | 14 | 22 | 13 | 22 | 13 | 22 | 12 | 22 | 11 | 22 | 13 |
| 23  | 12  | 23  | 13  | 23    | 13  | 23    | 14  | 23  | 14  | 23    | 14  | 23 | 15 | 23 | 14 | 23 | 14 | 23 | 13 | 23 | 12 | 23 | 14 |
| 24  | 13  | 24  | 14  | 24    | 14  | 24    | 15  | 24  | 15  | 24    | 15  | 24 | 16 | 24 | 15 | 24 | 15 | 24 | 14 | 24 | 13 | 24 | 15 |
| 25  | 14  | 25  | 15  | 25    | 15  | 25    | 16  | 25  | 16  | 25    | 16  | 25 | 17 | 25 | 16 | 25 | 16 | 25 | 15 | 25 | 14 | 25 | 16 |
| 26  | 15  | 26  | 16  | 26    | 16  | 26    | 17  | 26  | 17  | 26    | 17  | 26 | 18 | 26 | 17 | 26 | 17 | 26 | 16 | 26 | 15 | 26 | 17 |
| 27  | 16  | 27  | 17  | 27    | 17  | 27    | 18  | 27  | 18  | 27    | 18  | 27 | 19 | 27 | 18 | 27 | 18 | 27 | 17 | 27 | 16 | 27 | 18 |
| 28  | 17  | 28  | 18  | 28    | 18  | 28    | 19  | 28  | 19  | 28    | 19  | 28 | 20 | 28 | 19 | 28 | 19 | 28 | 18 | 28 | 17 | 28 | 19 |
| 29  | 18  | 29  | 19  | 29    | 19  | 29    | 20  | 29  | 20  | 29    | 20  | 29 | 21 | 29 | 20 | 29 | 20 | 29 | 19 | 29 | 18 | 29 | 20 |
| 30  | 19  | 30  | 20  | 30    | 20  | 30    | 21  | 30  | 21  | 30    | 21  | 30 | 22 | 30 | 21 | 30 | 21 | 30 | 20 | 30 | 19 | | |
| 31  | 20  | 31  | 21  | 31    | 21  | 31    | 22  | 31  | 22  | 31    | 22  | فی سنوات کبیسة میلادي یوافق من 10 حوت الی 29 فبرایر. یوافق حسب الترتیب الی 30 حوت مع 20 مارس. توافق هذا الایام (21 یوم) آخر سنه کبیسة تفارق فی یوم واحد. | فی سنوات کبیسة میلادي یوافق من 10 حوت الی 29 فبرایر. یوافق حسب الترتیب الی 30 حوت مع 20 مارس. توافق هذا الایام (21 یوم) آخر سنه کبیسة تفارق فی یوم واحد. | فی سنوات کبیسة میلادي یوافق من 10 حوت الی 29 فبرایر. یوافق حسب الترتیب الی 30 حوت مع 20 مارس. توافق هذا الایام (21 یوم) آخر سنه کبیسة تفارق فی یوم واحد. | فی سنوات کبیسة میلادي یوافق من 10 حوت الی 29 فبرایر. یوافق حسب الترتیب الی 30 حوت مع 20 مارس. توافق هذا الایام (21 یوم) آخر سنه کبیسة تفارق فی یوم واحد. | فی سنوات کبیسة میلادي یوافق من 10 حوت الی 29 فبرایر. یوافق حسب الترتیب الی 30 حوت مع 20 مارس. توافق هذا الایام (21 یوم) آخر سنه کبیسة تفارق فی یوم واحد. | فی سنوات کبیسة میلادي یوافق من 10 حوت الی 29 فبرایر. یوافق حسب الترتیب الی 30 حوت مع 20 مارس. توافق هذا الایام (21 یوم) آخر سنه کبیسة تفارق فی یوم واحد. | فی سنوات کبیسة میلادي یوافق من 10 حوت الی 29 فبرایر. یوافق حسب الترتیب الی 30 حوت مع 20 مارس. توافق هذا الایام (21 یوم) آخر سنه کبیسة تفارق فی یوم واحد. | فی سنوات کبیسة میلادي یوافق من 10 حوت الی 29 فبرایر. یوافق حسب الترتیب الی 30 حوت مع 20 مارس. توافق هذا الایام (21 یوم) آخر سنه کبیسة تفارق فی یوم واحد. | فی سنوات کبیسة میلادي یوافق من 10 حوت الی 29 فبرایر. یوافق حسب الترتیب الی 30 حوت مع 20 مارس. توافق هذا الایام (21 یوم) آخر سنه کبیسة تفارق فی یوم واحد. | فی سنوات کبیسة میلادي یوافق من 10 حوت الی 29 فبرایر. یوافق حسب الترتیب الی 30 حوت مع 20 مارس. توافق هذا الایام (21 یوم) آخر سنه کبیسة تفارق فی یوم واحد. | فی سنوات کبیسة میلادي یوافق من 10 حوت الی 29 فبرایر. یوافق حسب الترتیب الی 30 حوت مع 20 مارس. توافق هذا الایام (21 یوم) آخر سنه کبیسة تفارق فی یوم واحد. | فی سنوات کبیسة میلادي یوافق من 10 حوت الی 29 فبرایر. یوافق حسب الترتیب الی 30 حوت مع 20 مارس. توافق هذا الایام (21 یوم) آخر سنه کبیسة تفارق فی یوم واحد. |

## وصلات خارجية
- موقع تقويم أم القرى الرسمي
- تحويل التاريخ من التقويم الميلادي إلى تقويم أم القرى والعكس
- التقويم الهجري وتقويم أم القرى
- تقويم أم القرى